# هيساتو إغاراشي
هيساتو إغاراشي (باليابانية: 五十嵐久人؛ بالكانا: いがらし ひさと) هو لاعب جمباز فني ياباني، ولد في 1951.

## وصلات خارجية
- هيساتو إغاراشي على موقع أوليمبيديا (الإنجليزية)